# Godbillon-Vey-Invariante
In der Mathematik ist die Godbillon-Vey-Invariante eine Invariante von Blätterungen.

## Definition
Sei {\displaystyle {\mathcal {F}}} eine glatte, transversal orientierbare, {\displaystyle (n-q)}-dimensionale Blätterung einer {\displaystyle n}-dimensionalen Mannigfaltigkeit {\displaystyle M}. Ihr tangentiales Hyperebenenfeld {\displaystyle E\subset TM} lässt sich (lokal) als Nullstellenmenge einer {\displaystyle q}-Form
{\displaystyle \omega \in \Omega ^{q}(M)}
beschreiben und es gibt (lokal) eine {\displaystyle 1}-Form {\displaystyle \eta \in \Omega ^{1}(M)} mit
{\displaystyle d\omega =\omega \wedge \eta }.
Die Godbillon-Vey-Invariante der Blätterung {\displaystyle {\mathcal {F}}} ist definiert als
{\displaystyle gv({\mathcal {F}}):=\int _{M}\eta \wedge (d\eta )^{q}}.
Die Definition ist unabhängig von der Wahl von {\displaystyle \omega } und {\displaystyle \eta }.

## Satz von Duminy
Ein Blatt {\displaystyle L} einer Blätterung {\displaystyle {\mathcal {F}}} heißt resilient, wenn es nicht eigentlich eingebettet ist und nichttriviale Holonomie hat.
Die Godbillon-Vey-Invariante von Kodimension-1-Blätterungen misst in folgendem Sinne die Resilienz von Blättern.
Satz von Duminy: Sei {\displaystyle {\mathcal {F}}} eine glatte, transversal orientierbare, {\displaystyle (n-1)}-dimensionale Blätterung einer {\displaystyle n}-dimensionalen Mannigfaltigkeit {\displaystyle M}. 
Wenn kein Blatt von {\displaystyle {\mathcal {F}}} resilient ist, dann ist 
{\displaystyle gv({\mathcal {F}})=0}.